# 珍妮弗·汤普森
珍妮弗·汤普森（英語：Jennifer Thompson，1938年3月30日—），新西兰女子田径运动员。她曾代表新西兰参加1958年大英帝国和英联邦运动会田径比赛，获得一枚银牌。